# Zawadzkie

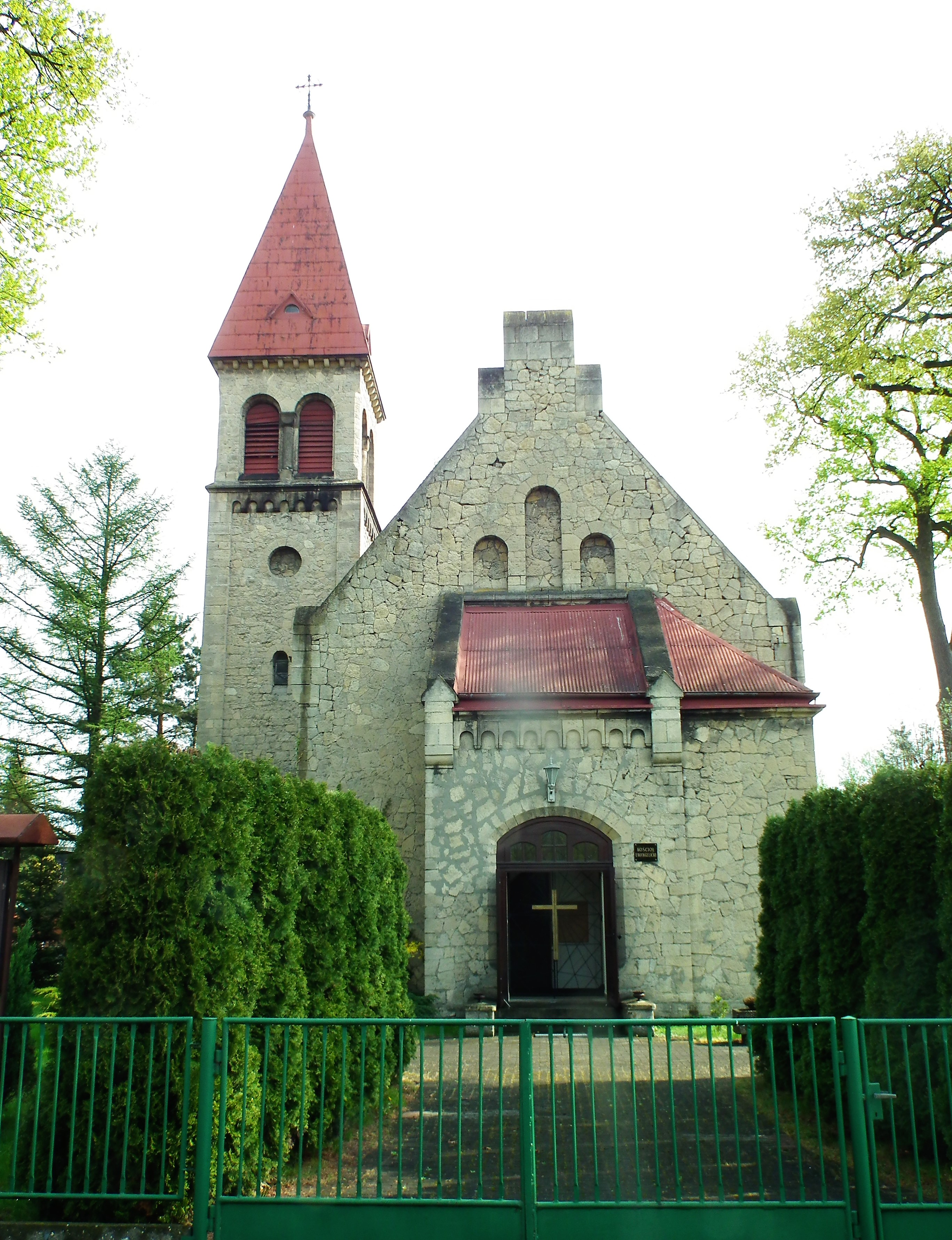
Kościół ewangelicko-augsburski w Zawadzkiem

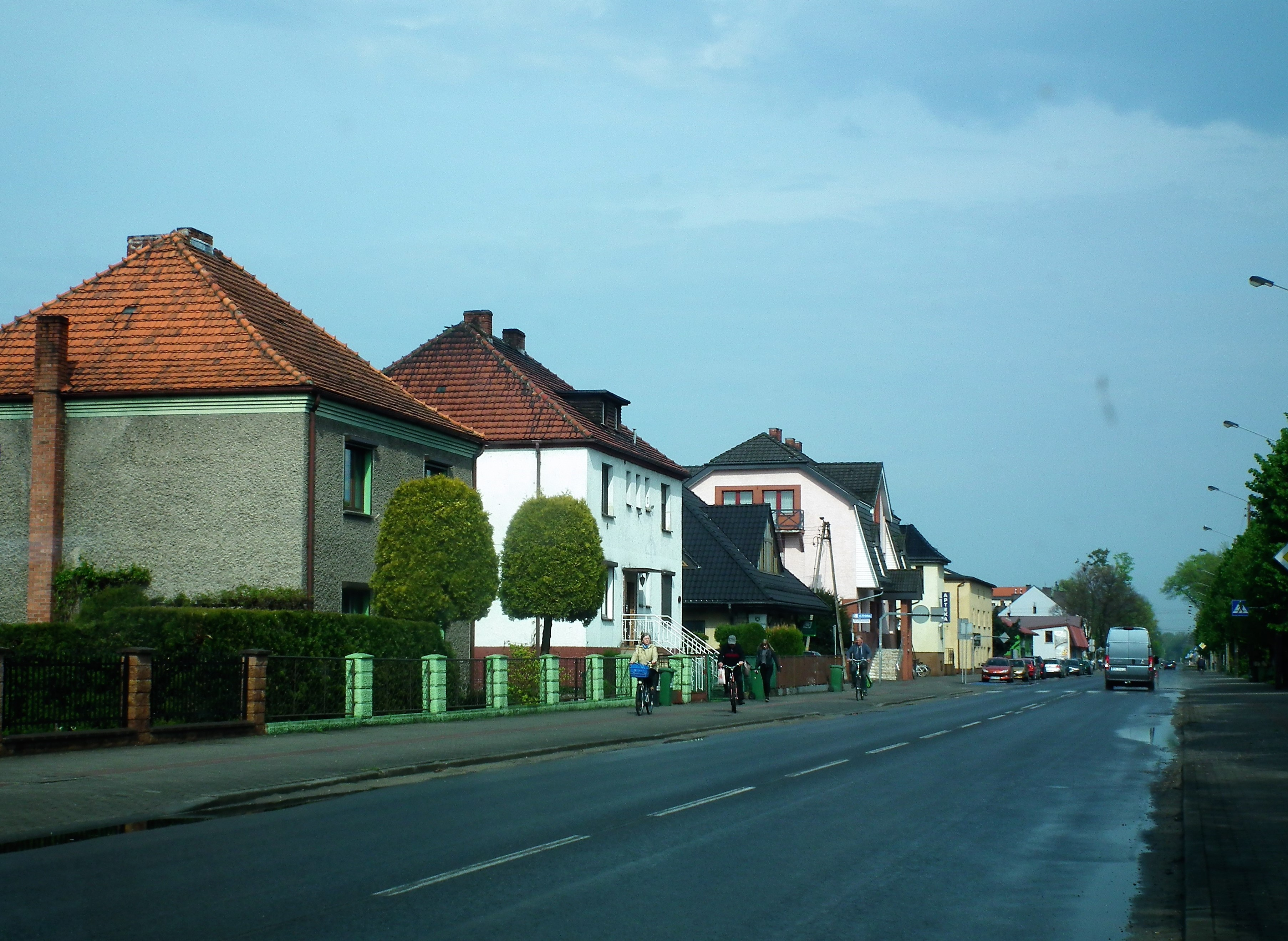
Fragment centrum miasta

Zawadzkie (niem. Zawadzki) – miasto na Górnym Śląsku, w województwie opolskim, w powiecie strzeleckim, siedziba gminy miejsko-wiejskiej Zawadzkie. W latach 1975–1998 miasto administracyjnie należało do starego woj. opolskiego.
Według danych GUS z 1 stycznia 2024 r. miasto liczyło 6358 mieszkańców.

## Historia
Zawadzkie powstało pod koniec XIX wieku jako kolonia robotnicza przy nowo powstałej hucie w 1836. Nazwa pochodzi od nazwiska dyrektora dóbr hrabiego Andreasa Renarda – właściciela tych ziem, Franciszka von Zawadzky'ego; wcześniej teren ten nazywany był Moczydoły. W 1869 r. w miejscowości powstało pierwsze na Górnym Śląsku polskie Towarzystwo Pożyczkowe wzorowanego na podobnych instytucjach działających w Wielkopolsce. Jego organizatorami byli Ślązacy: Juliusz Szaflik (Schafflik), sekretarzem poeta Juliusz Ligoń, a skarbnikiem Wojciech Szaflik (Schafflik).  W 1880 powstało Stare Zawadzkie, a w 1888 Żydownia, zwana też Palestyną – osada ufundowana przez wrocławskiego Żyda Izraela Pinczowera. Miejscowości połączono administracyjnie w 1897, nadając jednocześnie nazwę Zawadzkie. Nowa osada już w XIX wieku posiadała stację kolejową, szkoły, szpital i aptekę, miała charakter przemysłowy, miejski. W Zawadzkiem istniały też dwa kościoły: katolicki i ewangelicki. W plebiscycie górnośląskim przeprowadzonym 20 marca 1921 w Zawadzkiem za Polską głosowało 1156 osób (59,8%), za Niemcami zaś 778 osób (40,2%). Pomimo to miejscowość pozostała wtedy w granicach Niemiec.
W czasach powstań śląskich wyrabiano w Zawadzkiem działa dla polskich powstańców. Było to w roku 1921.
W okresie panowania hitlerowskiego reżimu, od 3 września 1936 do przejęcia przez polską administrację miejscowości w 1945, nosiła nazwę Andreashütte.
Najbardziej widoczny akcent obecnego krajobrazu miasta, 96-metrowy komin głównej kotłowni huty, wzniesiono w latach I wojny światowej. Zawadzkie rozbudowywało się zarówno w okresie dwudziestolecia międzywojennego, jak i w PRL.
W latach 1945–1954 miejscowość stanowiła odrębną gminę Zawadzkie.
W 1954 nadano miejscowości status osiedla typu miejskiego, a 7 lipca 1962 prawa miejskie. Awans do roli ośrodka miejskiego spowodowany był napływem nowych mieszkańców po uruchomieniu w 1961 walcowni oraz ciągarni rur.
W 1955 roku  na ul. ks. Wajdy postawiono, z inicjatywy miejscowej huty, pomnik ku czci powojennego patrona huty – gen. Świerczewskiego. W 1966 otwarto liceum ogólnokształcące.
W 1972 utworzono gminę miejsko-wiejską Zawadzkie, obejmującą oprócz miasta sołectwa Kielcza i Żędowice. W 1975 oddano do użytku halę widowiskowo-sportową.
31 grudnia 1961 do osiedla Zawadzkie włączono przysiółki Dębnik i Kąty z gromady Pietrówka w tymże powiecie.
W 1997 Zawadzkie nawiedziła powódź tysiąclecia, która szczęśliwie zalała tylko najniżej położoną ulicę Kilińskiego i spowodowała lokalne podtopienia.
W 2010 kolejna wielka powódź spowodowała przelanie stawu hutniczego, którego wody uszły na główną ulicę Zawadzkiego, po raz pierwszy w historii zalewając śródmieście miasta.
W 2010 oddano do użytku nowy budynek gimnazjum. Jest on usytuowany na terenie szkoły podstawowej, całość tworzy obecnie funkcjonalny zespół.
W 2012 oddano do użytku kompleks rekreacyjny na os. Powstańców Śl. z jego największą atrakcją, dwiema wyspami wybudowanymi na pobliskim stawie hutniczym. Ich zwyczajowa nazwa to „znikające wyspy”. Kompleks jest chętnie odwiedzany przez dzieci i spacerowiczów, zwłaszcza w okresie letnim. Nazwa „znikające” wzięła się stąd, że w projekcie zapisano budowę jednej wyspy i remont drugiej, tymczasem ta druga nigdy nie istniała.

## Demografia

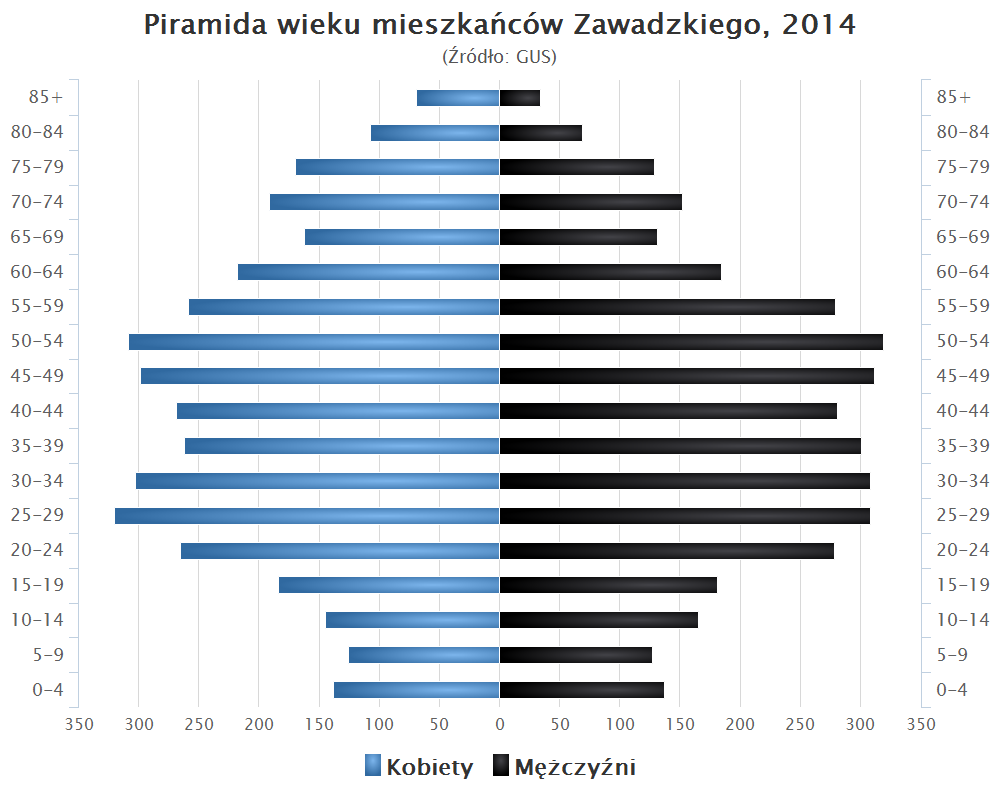
Piramida wieku mieszkańców Zawadzkiego w 2014 roku

## Zabytki
Do wojewódzkiego rejestru zabytków wpisane są:
- mogiła zbiorowa powstańców śląskich, na cmentarzu rzym.-kat., z 1921 r.
- Pałacyk myśliwski w Zawadzkich, ul. Czarna, z XIX/XX w.

## Sport
Miasto posiada szereg obiektów rekreacyjnych i sportowych: halę sportową z gabinetami odnowy i siłownią, boiska do gry w piłkę nożną, siatkówkę i koszykówkę oraz kort tenisowy. Ponadto w mieście działają trzy kluby sportowe:
- KS Stal (klub powrócił do historycznej nazwy) (piłka nożna)
- ASPR Zawadzkie (szczypiorniści)
- klub karate „Nidan”[10]
- SMK KM Zawadzkie (wcześniej Klub Modelarski Zawadzkie)

## Edukacja
W Zawadzkiem funkcjonują trzy szkoły: Publiczna Szkoła Podstawowa, Publiczne Gimnazjum i Zespół Szkół Ponadgimnazjalnych w ramach którego funkcjonują Liceum Ogólnokształcące im. Mieszka I, Technikum i Branżowa Szkoła I Stopnia.

## Wspólnoty wyznaniowe
- Kościół rzymskokatolicki:
  - parafia Najświętszego Serca Pana Jezusa
  - parafia Świętej Rodziny
- Kościół Ewangelicko-Augsburski w RP:
  - filiał Zawadzkie parafii ewangelicko-augsburskiej w Lasowicach Wielkich[11]
- Świadkowie Jehowy:
  - zbór Zawadzkie-Dobrodzień (Sala Królestwa: Ozimek, ul. Wyzwolenia 58b)[12]

## Administracja
Zawadzkie jest członkiem stowarzyszenia Unia Miasteczek Polskich

## Miasta partnerskie
| Miasto            | Kraj     | Data podpisania umowy |
| ----------------- | -------- | --------------------- |
| Dubnica nad Váhom | Słowacja | 1998                  |
| Wahrenbrück       | Niemcy   | 1999                  |
| Bockenem          | Niemcy   | 2002                  |
| Czortków          | Ukraina  | ?                     |
| Otrokovice        | Czechy   | ?                     |
| Vác               | Węgry    | 2016                  |